# Саутворт, Джек
Джон (Джек) Са́утворт (англ. John «Jack» Southworth; 11 декабря 1866, Блэкберн, Англия — 16 октября 1956) — английский футболист, нападающий. Выступал за «Честер», «Блэкберн Олимпик», «Блэкберн Роверс», «Эвертон» и сборную Англии. Дважды был лучшим бомбардиром Футбольной лиги.

## Карьера
Джек Саутворт начал карьеру в 7-летнем возрасте в молодёжном клубе «Инкерман Рейнджерс», который он создал вместе со своими сверстниками. Затем Саутворт играл за «Брукхаус Персеверенс», которая являлась молодёжной командой клуба «Блэкберн Олимпик»; вскоре игра Саутворта приглянулась «Олимпику» и он начал играть за второй состав клуба, а затем стал и капитаном резервистов. Во время игры за «Олимпик» Саутворта пригласил другой блэкбернский клуб, «Блэкберн Роверс», но футболист на предложение ответил отказом. Затем Саутворт получил тяжёлую травму в гостевом матче с клубом «Аккрингтон». Ему грозило досрочное завершение карьеры, но Джек не сдался и начал карьеру голкипера в «Олимпике», однако в финальном матче на Большой кубок Ланкашира с «Вейл оф Льюн» в 1885 году Саутворт получил травму второго колена.
Через год Саутворт восстановился от травмы и подписал свой первый профессиональный контракт с клубом «Честер», который был создан всего за несколько месяцев до того. Саутворт забил лишь один гол за это клуб, поразив в товарищеском матче ворота «Рексем Олимпик». В сезоне 1886/87 Саутворт вновь оказался в «Блэкберн Олимпик»; несмотря на действующий контракт с «Честером», он выступал в первом раунде Кубка Англии, за что был отстранён от игры на 4 месяца; за «Честер» он более не выступал. В период дисквалификации Саутворт работал музыкантом в честерском театре. По окончании дисквалификации Саутворт возвратился в «Олимпик», где играл на прежней позиции центрального нападающего. Затем перешёл в «Блэкберн Роверс», куда его позвал выступавший там брат Джеймс. Они оба работали музыкантами в честерском театре, Джек играл на скрипке, а Джеймс был дирижёром.
В «Роверс» Саутворт дебютировал 15 сентября 1888 года в матче с «Аккрингтоном», это же был первый матч «Роверс» в футбольной лиге; он завершился со счётом 5:5, а Джек забил первый мяч команды в матче. Вскоре Саутворт превратился в главную ударную силу «бродяг». В ноябре Саутворт оформил хет-трик в ворота клуба «Бернли». В четвертьфинале Кубка Англии он забил 4 гола в ворота «Астон Виллы» в матче, завершившемся со счётом 8:1. Блэкберн закончил сезон на 4-м месте в чемпионате, а Саутворт стал лучшим бомбардиром команды, забив 17 голов в 22 матчах.
23 февраля 1889 года Саутворт дебютировал в сборной Англии в матче против сборной Уэльса, игра завершилась со счётом 4:1 в пользу англичан, а Саутворт забил один из голов. В двух других своих играх, против того же Уэльса в 1891 году и против Шотландии, Саутворт поражал ворота оппонентов.
В сезоне 1889/90 Саутворт продолжал забивать, он сделал хет-трик в матче с «Ноттс Каунти», забил 4 гола в игре с «Вест Бромвич Альбион» и «Сток Сити», всего в чемпионате Саутворт забил 22 гола. Главным успехом «Блэкберна» стал Кубок Англии. В полуфинале единственный гол Саутворта в ворота «Вулверхэмптон Уондерерс» принёс команде выход в финал. В финале, состоявшемся 29 марта 1890 года, команде Джека противостоял «Шеффилд Уэнсдей», «Роверс» разгромил соперников 6:1, один из мячей забил Саутворт. Сезон 1890/91 начался для Блэкберна с матча с «Дерби Каунти», который, несмотря на три мяча Саутворта, завершился поражением команды 5:8. В декабре Саутворт вновь забил 3 мяча, в ворота «Астон Виллы». В первой неделе нового 1891 года «Блэкберн» одержал самую крупную победу в сезоне, разгромив 8:0 «Дерби», Саутворт забил трижды, а его партнёр по команде Комбе Халл сделал «покер». Ещё два «хет-трика» Саутворт сделал в ворота «Честера» (в Кубке Англии) и «Аккрингтона». Всего Саутворт забил 26 голов в чемпионате и 6 в Кубке Англии. Кубок вновь выиграл «Блэкберн», одолевший со счётом 3:1 «Ноттс Каунти», проигрывая по ходу матча; Саутворт забил первый гол своей команды, сравняв счёт.
В сезоне 1891/92 Саутворт по-прежнему много забивал: отправив три мяча в ворота «Болтон Уондерерс» и 4 гола в Кубке Англии в сетку ворот «Дерби», Саутворт забил в том сезоне за клуб 22 мяча из 58-ми забитых всей командой, при этом «Блэкберн» занял в чемпионате лишь 9-е место из 14-ти команд. В следующем сезоне Саутворт был не столь результативен, забив 10 голов в 23 матчах чемпионата. По окончании сезона клуб столкнулся с финансовыми проблемами из-за затрат на развитие стадиона «Ивуд Парк», в связи с чем «Блэкберну» пришлось продать Саутворта за 400 фунтов в «Эвертон». За 5 сезонов в «Блэкберне» Саутворт провёл 108 матчей, забив 97 голов в чемпионате и 22 гола в 21 матче кубка Англии. Он до сих пор является рекордсменом клуба по количеству хет-триков в сезоне — 5 в 1890—1891 — и всего за команду — 13.
За «Эвертон» Саутворт провёл 1 сезон, но забил в нём в 22 играх 27 голов, включая 9 голов в двух матчах на Рождество — 3 мяча в ворота «Вулверхэмптона» и 6 в ворота «Вест Бромвич Альбион» 30 декабря, что до сих пор является рекордом клуба, благодаря этому «Эвертон» занял 6-е место в первенстве. Следующий сезон Саутворт начал, забив 9 голов в 9-ти играх, но получил тяжёлую травму, из-за которой завершил свою карьеру.
После футбола Джек Саутворт возобновил свои занятия музыкой и стал профессиональным скрипачом, работая в манчестерском оркестре Халле.

## Карьера в сборной

### Матчи за сборную Англии
| Матчи и голы Саутворта за сборную Англии | Матчи и голы Саутворта за сборную Англии | Матчи и голы Саутворта за сборную Англии | Матчи и голы Саутворта за сборную Англии | Матчи и голы Саутворта за сборную Англии | Матчи и голы Саутворта за сборную Англии |
| ---------------------------------------- | ---------------------------------------- | ---------------------------------------- | ---------------------------------------- | ---------------------------------------- | ---------------------------------------- |
| №                                        | Дата                                     | Соперник                                 | Счёт                                     | Голы Саутворта                           | Соревнование                             |
| 1                                        | 23 февраля 1889                          | Уэльс                                    | 4:1                                      | 1                                        | Чемпионат Британии 1889                  |
| 2                                        | 7 марта 1891                             | Уэльс                                    | 4:1                                      | 1                                        | Чемпионат Британии 1891                  |
| 3                                        | 2 апреля 1892                            | Шотландия                                | 4:1                                      | 1                                        | Чемпионат Британии 1892                  |

Итого: 3 матча / 3 гола; 3 победы.

## Статистика выступлений
| Клуб             | Сезон            | Лига | Лига | Кубок Англии | Кубок Англии | Итого | Итого |
| Клуб             | Сезон            | Игры | Голы | Игры         | Голы         | Игры  | Голы  |
| ---------------- | ---------------- | ---- | ---- | ------------ | ------------ | ----- | ----- |
| Блэкберн Олимпик | 1886/87          | -    | -    | 1            | 0            | 1     | 0     |
| Блэкберн Олимпик | Итого            | 0    | 0    | 1            | 0            | 1     | 0     |
| Блэкберн Роверс  | 1887/88          | -    | -    | 4            | 3            | 4     | 3     |
| Блэкберн Роверс  | 1888/89          | 21   | 17   | 5            | 4            | 26    | 21    |
| Блэкберн Роверс  | 1889/90          | ?    | 22   | ?            | 2+           | ?     | 24+   |
| Блэкберн Роверс  | 1890/91          | ?    | 26   | ?            | 6            | ?     | 32    |
| Блэкберн Роверс  | 1891/92          | ?    | 22   | ?            | 4+           | ?     | 26+   |
| Блэкберн Роверс  | 1892/93          | 23   | 10   | ?            | ?            | 23+   | 10+   |
| Блэкберн Роверс  | Итого            | 108  | 97   | 25           | 25           | 133   | 122   |
| Эвертон          | 1893/94          | 22   | 27   | 1            | 0            | 23    | 27    |
| Эвертон          | 1894/95          | 9    | 8    | 0            | 0            | 9     | 8     |
| Эвертон          | Итого            | 31   | 35   | 1            | 0            | 32    | 35    |
| Всего за карьеру | Всего за карьеру | 139  | 132  | 27           | 25           | 166   | 157   |

## Достижения

### Командные
- Обладатель Кубка Англии: 1890, 1891

### Личные
- Лучший бомбардир чемпионата Англии: 1891 (26 голов), 1894 (27 голов)